# 森田翔樹
森田 翔樹（もりた しょうき、1988年1月10日 - ）は、フリューゲル卓球クラブ代表の卓球選手。青森山田高等学校で主将を務め、専修大学を卒業。

## 主な戦歴
1999年度
- 全日本卓球選手権大会ホープス 団体優勝
- 全日本卓球選手権大会ホープス シングルス準優勝

2000年度
- 全日本卓球選手権大会カデット ダブルス優勝

2001年度
- 全日本卓球選手権大会カデット ダブルス優勝

2003年度
- 全国高校総体 団体準優勝
- 全国高校選抜 団体優勝
- 東京選手権大会 ジュニア優勝

2004年度
- ワールドジュニアサーキット・ニューカレドニア大会 団体優勝
- ワールドジュニアサーキット・ニューカレドニア大会 ダブルス優勝
- ワールドジュニアサーキット・ニューカレドニア大会 シングルス準優勝
- 全国高校総体 団体準優勝
- 全国高校総体 ダブルス優勝

2005年度
- 全国高校総体団体優勝

2007年度
- 全日本学生ダブルス優勝